# ألبرت روبنسون
ألبرت روبنسون (بالإنجليزية: Albert William Robinson) هو فلاح وسياسي أسترالي وبريطاني (وحمل سابقاً جنسية المملكة المتحدة لبريطانيا العظمى وأيرلندا)، ولد في 20 مايو 1877 في أستراليا، وتوفي في 25 مايو 1943. حزبياً، نشط في Nationalist Party (Australia) ‏ وFarmers and Producers Political Union ‏ وLiberal Union (South Australia) ‏ ( – 16 أكتوبر 1923) وLiberal Federation ‏ (16 أكتوبر 1923 – 9 يونيو 1932). وقد انتخب عضو مجلس النواب جنوب أستراليا من الجمعية عن دائرة Electoral district of Gouger ‏ وقد انضم خلال فترته النيابية (29 سبتمبر 1934 – 25 مايو 1943)  للكتلة البرلمانية مستقل وانتخب عضو مجلس الشيوخ الأسترالي ‏ عن دائرة جنوب أستراليا ‏ (18 أبريل 1928 – 16 نوفمبر 1928) وانتخب عضو مجلس النواب جنوب أستراليا من الجمعية عن دائرة Electoral district of Wooroora ‏ وقد انضم خلال فترته النيابية (27 مارس 1915 – 4 أبريل 1924)  للكتلة البرلمانية Liberal Union (South Australia) ‏.